# Aligro
Aligro est une entreprise familiale suisse et indépendante, spécialisée dans la distribution en gros (libre-service de gros) de produits alimentaires. Son siège social est situé à Chavannes-près-Renens, en Suisse.
L'entreprise s'adresse aux restaurateurs et aux détaillants, tout en étant également accessible aux clients particuliers. La société vend des produits alimentaires et non alimentaires avec plus de 30 000 références.

## Histoire
En 1901 Aline Demaurex reprend l’épicerie du village de Gilly dans le canton de Vaud puis la transmet à deux de ses fils, Paul et Ernest.
Les frères Paul et Ernest Demaurex créent officiellement la société "Demaurex Frères" en 1923 à Morges. Après la Seconde Guerre mondiale, l'entreprise se développe rapidement et devient une société anonyme en 1945. C'est en 1960 que l'entreprise innove en introduisant en Suisse le concept de "cash and carry", inspiré du modèle américain, avec l'ouverture du marché "Aux Délices" à Genève.
En 1966, le premier marché ALIGRO (pour ALImentation en GROs) voit le jour à Genève. Les années suivantes voient l'ouverture de nouveaux magasins, notamment à Chavannes-près-Renens en 1969, qui devient le siège administratif de la société.
Sous l'impulsion d'Etienne et Dominique Demaurex (fils de Pierre Demaurex), qui reprennent la direction en 1992, Aligro poursuit sa croissance et modernise ses magasins. De nouveaux marchés ouvrent leurs portes dans plusieurs villes de Suisse, à Sion en 2005, à Matran et Schlieren en 2012.
En 2017, ALIGRO renforce sa position en Suisse en rachetant Cash&Carry Angehrn, intégrant ainsi neuf nouveaux points de vente à son réseau. Aujourd'hui, l'entreprise compte 14 marchés à travers le pays et plus de 1000 employés.